# 羅伯特·拉斯勒
羅伯特·拉斯勒（英語：Robert Rusler，1965年9月20日—）是美國的一位演員。他出生在印第安納州韋恩堡，後來搬到夏威夷。拉斯勒出演過多部電影和電視劇。